# Richard 'Dimples' Fields
Richard 'Dimples' Fields (New Orleans, 21 maart 1942 - Novato, 12 januari 2000) was een Amerikaanse r&b- en soulzanger.

## Biografie
Fields begon professioneel te zingen in de vroege jaren 1970 en kocht het cabaret Cold Duck Music Lounge in San Francisco, waar hij de vedette was. Hij kreeg zijn bijnaam 'Dimples' van een vrouwelijke aanbidder, die opmerkte dat hij altijd lachte.
Hij begon op te nemen bij zijn eigen label DRK Records, voordat hij in 1981 tekende bij Boardwalk Records. Zijn eerste bescheiden hit in dat jaar was de cover Earth Angel van The Penguins. Zijn eerste album bevatte het nummer She's Got Papers On Me.
Fields doorbraak begon in 1982 met If It Ain't One Thing, It's Another, dat zich plaatste op de toppositie van de Billboard r&b-hitlijst en in de Billboard Hot 100 (#47). Hij had de song eerder opgenomen en uitgebracht voor DRK Records in 1975, waarin hij niet alleen klaagde over de problemen in de wereld, maar ook over deze van zijn eigen leven. Fields werd aangeraden om deze opnieuw op te nemen en te laten bewerken door een oude vriend op zijn album Mr. Look So Good!, voordat het zou worden uitgebracht als single. Zijn enige binnenkomst in de singlehitlijst van het Verenigd Koninkrijk vond plaats in februari 1982 met I've Got to Learn to Say No (#56). 
Terwijl Fields middelmatig succes had in de r&b-hitlijst met If It Ain't One Thing, It's Another onder zijn naam Richard 'Dimples' Fields, was dit zijn enige Billboard Hot 100-succes. Zijn andere hit was Your Wife Is Cheating On Us.
Hij had diverse minder succesvolle opvolgers, voordat Boardwalk Records in 1983 de deuren sloot. Daarna tekende hij bij RCA Records, maar werd weer weggewerkt door het label na meerdere niet succesvolle single en albums. Als 'Dimples' ging hij opnemen voor Columbia Records en Life Records. Hij werkte ook als platenproducent met onder andere 9.9, Pat Benatar en The Ohio Players.

## Overlijden
Richard Field overleed in januari 2000 op 57-jarige leeftijd aan de gevolgen van een beroerte.
- International Standard Name Identifier: 0000 0000 6689 2655
- Library of Congress Control Number: no2009125851
- MusicBrainz: 2c777d23-2ebd-4d7e-b74f-9ab212b4e8ed
- SNAC: w6pk1gqg
- Virtual International Authority File: 79596499
- WorldCat: E39PBJfCt4KC4mGvFYg7KMdYT3